# Malicorne-sur-Sarthe

Malicorne-sur-Sarthe este o comună în departamentul Sarthe, Franța. În 2009 avea o populație de 1,962 de locuitori.